# Ballspielverein Borussia 09 Dortmund II 2012-2013
Questa voce raccoglie le informazioni riguardanti il Ballspielverein Borussia 09 Dortmund II nelle competizioni ufficiali della stagione 2012-2013.

## Stagione
Nella stagione 2012-2013 il Borussia Dortmund II, allenato da David Wagner, concluse il campionato di 3. Liga al 16º posto.

## Rosa
| N. |                     | Ruolo | Calciatore         |
| -- | ------------------- | ----- | ------------------ |
| 1  | Germania (bandiera) | P     | Tim Hohmann        |
| 2  | Germania (bandiera) | D     | Florian Hübner     |
| 3  | Germania (bandiera) | D     | Marc Hornschuh     |
| 4  | Germania (bandiera) | D     | Marcel Halstenberg |
| 5  | Germania (bandiera) | D     | Thomas Meißner     |
| 6  | Germania (bandiera) | C     | Konstantin Fring   |
| 7  | Germania (bandiera) | C     | Jonas Hofmann      |
| 8  | Germania (bandiera) | C     | Tim Treude         |
| 9  | Germania (bandiera) | A     | Erik Durm          |
| 10 | Turchia (bandiera)  | C     | Ensar Baykan       |
| 11 | Germania (bandiera) | C     | Marvin Bakalorz    |
| 12 | Ungheria (bandiera) | A     | Bálint Bajner      |
| 13 | Germania (bandiera) | A     | Marvin Ducksch     |

| N. |                      | Ruolo | Calciatore          |
| -- | -------------------- | ----- | ------------------- |
| 15 | Germania (bandiera)  | C     | Rico Benatelli      |
| 17 | Germania (bandiera)  | D     | Admir Terzić        |
| 18 | Germania (bandiera)  | D     | Hervenogi Unzola    |
| 19 | Germania (bandiera)  | A     | Christian Knappmann |
| 23 | Tunisia (bandiera)   | C     | Jeremy Dudziak      |
| 25 | Germania (bandiera)  | C     | Kerem Demirbay      |
| 27 | Germania (bandiera)  | D     | Tim Kübel           |
| 28 | Germania (bandiera)  | D     | Koray Günter        |
| 29 | Australia (bandiera) | C     | Mustafa Amini       |
| 30 | Germania (bandiera)  | P     | Edin Pepic          |
| 33 | Germania (bandiera)  | P     | Zlatan Alomerović   |
| 37 | Germania (bandiera)  | D     | Jannik Bandowski    |

## Organigramma societario
Area tecnica
- Allenatore: David Wagner
- Allenatore in seconda: Oliver Schubert
- Preparatore dei portieri: Matthias Kleinsteiber
- Preparatori atletici: Chris Löffler, Andreas Schlumberger, Swantje Thomßen

## Calciomercato

### Sessione estiva
| Acquisti | Acquisti       | Acquisti              | Acquisti |
| R.       | Nome           | da                    | Modalità |
| -------- | -------------- | --------------------- | -------- |
| C        | Mustafa Amini  | C.C. Mariners         |          |
| C        | Kerem Demirbay | Borussia Dortmund U19 |          |
| A        | Erik Durm      | Magonza II            |          |
| D        | Paul Ehmann    | Hoffenheim U19        |          |
| D        | Marc Hornschuh | Ingolstadt 04         |          |
| D        | Thomas Meißner | Magonza II            |          |
| P        | Edin Pepic     | F. Düsseldorf II      |          |

| Cessioni | Cessioni        | Cessioni           | Cessioni |
| R.       | Nome            | a                  | Modalità |
| -------- | --------------- | ------------------ | -------- |
| A        | Terrence Boyd   | Rapid Vienna       |          |
| P        | Johannes Focher | Sturm Graz         |          |
| D        | Koray Günter    | Borussia Dortmund  |          |
| C        | Ivan Paurević   | Fortuna Düsseldorf |          |
| C        | Marc Schnier    | Darmstadt          |          |
| C        | Mario Vrančić   | Paderborn          |          |

### Sessione invernale
| Acquisti | Acquisti            | Acquisti  | Acquisti |
| R.       | Nome                | da        | Modalità |
| -------- | ------------------- | --------- | -------- |
| A        | Christian Knappmann | Wuppertal |          |

| Cessioni | Cessioni             | Cessioni    | Cessioni |
| R.       | Nome                 | a           | Modalità |
| -------- | -------------------- | ----------- | -------- |
| D        | Onur Cenik           | Karabükspor |          |
| C        | Konstantin Möllering | Bochum II   |          |
| C        | Christian Silaj      | Bochum II   |          |
| A        | Kiyan Soltanpour     | Saarbrücken |          |

## Risultati

### 3. Liga

#### Girone di andata
| Arbitro: | Siebert |

|                      |           |  |
| Manno 42’ Zoller 71’ | Marcatori |  |

| Arbitro: | Christ |

|               |           |               |
| Benatelli 23’ | Marcatori | 18’ Schönfeld |

| Arbitro: | Kunzmann |

|            |           |                        |
| Thiele 61’ | Marcatori | 41’ (rig.) Halstenberg |

| Arbitro: | Sönder |

|                    |           |              |
| Benatelli 20’, 41’ | Marcatori | 79’ Eberlein |

| Arbitro: | Weickenmeier |

|              |           |                      |
| Demirbay 77’ | Marcatori | 8’ Laux 62’ Stegerer |

| Arbitro: | Blos |

|                                  |           |  |
| Feldhahn 34’ Lenz 47’ Fetsch 78’ | Marcatori |  |

| Arbitro: | Valentin |

|  |           |                                      |
|  | Marcatori | 52’ Hennings 55’, 62’ van der Biezen |

| Arbitro: | Heft |

|                                                   |           |  |
| Drexler 30’, 77’ Oumari 40’ Morabit 66’ Göbel 86’ | Marcatori |  |

| Arbitro: | Giese |

|                    |           |           |
| Meißner 45’ (rig.) | Marcatori | 68’ Leist |

| Arbitro: | Weickenmeier |

|                                                         |           |                                       |
| Rohracker 16’ Yılmaz 39’ Fischer 76’ Meißner 90’ (aut.) | Marcatori | 50’ Demirbay 70’ Baykan 74’ Benatelli |

| Dortmund 25 settembre 2012, ore 19:00 CEST 11ª giornata | Borussia Dortmund II | 0 – 0 referto | Babelsberg | Stadio Rote Erde (310 spett.)\| Arbitro: \| Dittrich \| |
| Arbitro:                                                | Dittrich             |               |            |                                                         |

| Arbitro: | Stegemann |

|            |           |  |
| Königs 83’ | Marcatori |  |

| Arbitro: | Ostheimer |

|           |           |                     |
| Bajner 5’ | Marcatori | 12’ Fink 75’ Jansen |

| Arbitro: | Stein |

|                    |           |                          |
| Gaebler 14’ (rig.) | Marcatori | 54’ Bajner 89’ Benatelli |

| Dortmund 27 ottobre 2012, ore 14:00 CEST 15ª giornata | Borussia Dortmund II | 0 – 0 referto | Hansa Rostock | Stadio Rote Erde (4 000 spett.)\| Arbitro: \| Thomsen \| |
| Arbitro:                                              | Thomsen              |               |               |                                                          |

| Arbitro: | Petersen |

|                                           |           |                 |
| Janjić 43’ (rig.) Ivana 50’ Wohlfarth 79’ | Marcatori | 29’ Bittencourt |

| Arbitro: | Heft |

|                        |           |            |
| Bajner 59’ Hofmann 73’ | Marcatori | 33’ Sirigu |

| Arbitro: | Alt |

|  |           |               |
|  | Marcatori | 29’ Benatelli |

| Arbitro: | Gerach |

|  |           |                           |
|  | Marcatori | 39’ Hemlein 59’ Benyamina |

#### Girone di ritorno
| Arbitro: | Kunzmann |

|            |           |           |
| Hübner 71’ | Marcatori | 55’ Costa |

| Arbitro: | Göpferich |

|                                   |           |                        |
| Rahn 35’ Klos 69’, 74’ Müller 82’ | Marcatori | 13’ Hofmann 29’ Bajner |

| Dortmund 30 gennaio 2013, ore 19:00 CET 22ª giornata | Borussia Dortmund II | 0 – 0 referto | Alemannia Aquisgrana | Signal Iduna Park (3 100 spett.)\| Arbitro: \| Jablonski \| |
| Arbitro:                                             | Jablonski            |               |                      |                                                             |

| Arbitro: | Unger |

|                       |           |                     |
| Schwarz 17’ Thiel 84’ | Marcatori | 4’ Durm 32’ Hofmann |

| Arbitro: | Stein |

|                     |           |                                                   |
| Ziemer 8’, 67’, 86’ | Marcatori | 56’ Halstenberg 65’ Benatelli 84’ (rig.) Bakalorz |

| Dortmund 17 aprile 2013, ore 18:00 CEST 25ª giornata | Borussia Dortmund II | 0 – 0 referto | Kickers Offenbach | Stadio Rote Erde (2 054 spett.)\| Arbitro: \| Schmickartz \| |
| Arbitro:                                             | Schmickartz          |               |                   |                                                              |

| Arbitro: | Giese |

|                      |           |  |
| Çalhanoğlu 2’ (rig.) | Marcatori |  |

| Arbitro: | Alt |

|                                              |           |                                                   |
| Bakalorz 10’ Ducksch 66’ Durm 69’ Bajner 90’ | Marcatori | 37’ Öztürk 57’ (rig.) Pfingsten-Reddig 90’ Möckel |

| Arbitro: | Thomsen |

|  |           |             |
|  | Marcatori | 29’ Hofmann |

| Arbitro: | Rohde |

|                                 |           |                       |
| Hofmann 10’ Bakalorz 15’ (rig.) | Marcatori | 62’ (rig.) Voglsammer |

| Arbitro: | Göpferich |

|          |           |              |
| Essig 5’ | Marcatori | 35’ Bakalorz |

| Dortmund 30 marzo 2013, ore 14:00 CET 31ª giornata | Borussia Dortmund II | 0 – 0 referto | Preußen Münster | Stadio Rote Erde (3 652 spett.)\| Arbitro: \| Schriever \| |
| Arbitro:                                           | Schriever            |               |                 |                                                            |

| Arbitro: | Unger |

|            |           |  |
| Semmer 67’ | Marcatori |  |

| Arbitro: | Steinberg |

|            |           |  |
| Bajner 56’ | Marcatori |  |

| Arbitro: | Ostheimer |

|                        |           |  |
| Starke 54’ Klement 83’ | Marcatori |  |

| Arbitro: | Stein |

|              |           |                           |
| Benatelli 9’ | Marcatori | 13’ Vunguidica 25’ Janjić |

| Arbitro: | Sönder |

|                |           |                         |
| Kraus 45’, 87’ | Marcatori | 24’ Bakalorz 76’ Treude |

| Arbitro: | Weickenmeier |

|                             |           |                                          |
| Bakalorz 8’ Halstenberg 74’ | Marcatori | 43’ (aut.) Knappmann 51’ (rig.) Furuholm |

| Arbitro: | Leicher |

|  |           |             |
|  | Marcatori | 55’ Ducksch |

## Statistiche

### Statistiche di squadra
| Competizione | Punti | In casa | In casa | In casa | In casa | In casa | In casa | In trasferta | In trasferta | In trasferta | In trasferta | In trasferta | In trasferta | Totale | Totale | Totale | Totale | Totale | Totale | DR  |
| Competizione | Punti | G       | V       | N       | P       | Gf      | Gs      | G            | V            | N            | P            | Gf           | Gs           | G      | V      | N      | P      | Gf     | Gs     | DR  |
| ------------ | ----- | ------- | ------- | ------- | ------- | ------- | ------- | ------------ | ------------ | ------------ | ------------ | ------------ | ------------ | ------ | ------ | ------ | ------ | ------ | ------ | --- |
| 3. Liga      | 41    | 19      | 5       | 9       | 5       | 19      | 22      | 19           | 4            | 5            | 10           | 20           | 36           | 38     | 9      | 14     | 15     | 39     | 58     | -19 |
| Totale       | 41    | 19      | 5       | 9       | 5       | 19      | 22      | 19           | 4            | 5            | 10           | 20           | 36           | 38     | 9      | 14     | 15     | 39     | 58     | -19 |

### Andamento in campionato
| Giornata  | 1  | 2  | 3  | 4  | 5  | 6  | 7  | 8  | 9  | 10 | 11 | 12 | 13 | 14 | 15 | 16 | 17 | 18 | 19 | 20 | 21 | 22 | 23 | 24 | 25 | 26 | 27 | 28 | 29 | 30 | 31 | 32 | 33 | 34 | 35 | 36 | 37 | 38 |
| --------- | -- | -- | -- | -- | -- | -- | -- | -- | -- | -- | -- | -- | -- | -- | -- | -- | -- | -- | -- | -- | -- | -- | -- | -- | -- | -- | -- | -- | -- | -- | -- | -- | -- | -- | -- | -- | -- | -- |
| Luogo     | T  | C  | T  | C  | C  | T  | C  | T  | C  | T  | C  | T  | C  | T  | C  | T  | C  | T  | C  | C  | T  | C  | T  | T  | C  | T  | C  | T  | C  | T  | C  | T  | C  | T  | C  | T  | C  | T  |
| Risultato | P  | N  | N  | V  | P  | P  | P  | P  | N  | P  | N  | P  | P  | V  | N  | P  | V  | V  | P  | N  | P  | N  | N  | N  | N  | P  | V  | V  | V  | N  | N  | P  | V  | P  | P  | N  | N  | V  |
| Posizione | 17 | 15 | 15 | 11 | 14 | 15 | 18 | 20 | 19 | 19 | 19 | 20 | 20 | 19 | 19 | 20 | 19 | 17 | 18 | 18 | 18 | 18 | 18 | 18 | 18 | 19 | 18 | 18 | 16 | 16 | 15 | 17 | 16 | 16 | 16 | 18 | 17 | 16 |

Legenda:

Luogo: C = Casa; T = Trasferta. Risultato: V = Vittoria; N = Pareggio; P = Sconfitta.

### Statistiche dei giocatori
| Z. Alomerović  | 33 | 0 | 4  | 0 |
| M. Amini       | 14 | 0 | 5  | 0 |
| B. Bajner      | 23 | 6 | 3  | 0 |
| M. Bakalorz    | 31 | 6 | 13 | 1 |
| J. Bandowski   | 1  | 0 | 0  | 0 |
| E. Baykan      | 21 | 1 | 1  | 0 |
| R. Benatelli   | 36 | 8 | 4  | 0 |
| S. Bender      | 1  | 0 | 0  | 0 |
| L. Bittencourt | 12 | 1 | 5  | 1 |
| O. Cenik       | 3  | 0 | 0  | 0 |
| K. Demirbay    | 28 | 2 | 12 | 0 |
| M. Ducksch     | 12 | 2 | 1  | 0 |
| J. Dudziak     | 1  | 0 | 0  | 0 |
| E. Durm        | 28 | 2 | 3  | 0 |
| P. Ehmann      | 1  | 0 | 0  | 0 |
| K. Fring       | 19 | 0 | 6  | 0 |
| K. Günter      | 17 | 0 | 1  | 1 |
| M. Halstenberg | 36 | 3 | 6  | 0 |
| J. Hofmann     | 35 | 5 | 6  | 0 |
| T. Hohmann     | 0  | 0 | 0  | 0 |
| M. Hornschuh   | 31 | 0 | 3  | 1 |
| F. Hübner      | 31 | 1 | 8  | 0 |
| O. Kirch       | 4  | 0 | 1  | 0 |
| C. Knappmann   | 16 | 0 | 1  | 0 |
| T. Kübel       | 6  | 0 | 1  | 0 |
| M. Langerak    | 3  | 0 | 0  | 0 |
| C. Löwe        | 1  | 0 | 0  | 0 |
| T. Meißner     | 34 | 1 | 4  | 0 |
| P. Owomoyela   | 2  | 0 | 0  | 0 |
| E. Pepic       | 2  | 0 | 1  | 0 |
| K. Soltanpour  | 6  | 0 | 0  | 0 |
| A. Terzić      | 10 | 0 | 1  | 0 |
| T. Treude      | 19 | 1 | 2  | 1 |
| H. Unzola      | 3  | 0 | 0  | 0 |